# 1992 XK
1992 XK är en asteroid i huvudbältet som upptäcktes den 15 december 1992 av den japanska astronomen Satoru Otomo i Kiyosato.
Den tillhör asteroidgruppen Nysa.